# サッカーアブハジア代表
サッカーアブハジア代表（サッカーアブハジアだいひょう）は、アブハジアサッカー協会により編成されるアブハジアのサッカーのナショナルチームである。アブハジア代表は、FIFAに加盟していないため、ワールドカップには参加できない。なお、NF-Board及び独立サッカー連盟に加盟している。

## 歴史
2012年9月25日にナゴルノ・カラバフと初試合を行った（アブハジアの首都・スフミで試合を行い、1-1で引き分け）。その後10月21日にも、ナゴルノ・カラバフの首都・ステパナケルトでナゴルノ・カラバフと試合を行い、0-3で敗れた。
2014年に開催されたConIFAワールドフットボール・カップでは、ビザ取得に苦労し、大会2日前にやっとチームが組めた状態だった。それでも、小柄ながらスピードのある選手を要所に配し、大柄でテクニックに長けたワントップのエースにクロスを入れて点を取らせる戦術で戦った。結果はグループリーグでオクシタニアに1-1，サーミに2-1と1勝1分けで首位。しかし決勝トーナメント初戦（準々決勝）で南オセチアに0-0（PK戦0-2）、順位決定戦1回戦ではパダーニャに3-3（PK戦2-4）、順位決定戦2回戦でオクシタニアと再戦し0-1で3連敗を喫し、8位（12チーム中）だった。それでも、ライバルのナゴルノ・カラバフ（9位）を上回った。
2016 ConIFAワールドフットボール・カップで優勝した。